# Ливан на летних Олимпийских играх 1976
Ливан принимал участие в Летних Олимпийских играх 1976 года в Монреале (Канада) в шестой раз за свою историю, но не завоевал ни одной медали. Сборная страны состояла из 3 спортсменов (все — мужчины), которые приняли участие в соревнованиях по лёгкой атлетике, дзюдо и борьбе.